# Martin Marković
Martin Marković, né le 13 janvier 1996 à Zagreb, est un athlète croate, spécialiste du lancer du disque. 

## Biographie
En 2014, il remporte la médaille d'or du lancer du disque (1,750 kg) lors des championnats du monde juniors d'Eugene, aux États-Unis, avec la marque de 66,94 m. Il remporte le titre espoirs lors de la Coupe d'Europe hivernale des lancers 2015 à Leiria. Il bat le record des Championnats d'Europe juniors à Eskilstuna en 66,66 m, mais le Polonais Bartłomiej Stój remporte le titre en le battant ultérieurement en 68,02 m. Marković termine deuxième avec 67,11 m. Il remporte la Coupe d'Europe des lancers 2018 à Leiria, dans la catégorie espoirs.

## Palmarès
| Date | Compétition                          | Lieu      | Résultat | Marque  |
| ---- | ------------------------------------ | --------- | -------- | ------- |
| 2014 | Championnats du monde juniors        | Eugene    | 1er      | 66,94 m |
| 2016 | Championnats des Balkans             | Pitești   | 2e       | 60,05 m |
| 2018 | Coupe d'Europe hivernale des lancers | Leiria    | 1er      | 63,24 m |
| 2018 | Jeux méditerranéens                  | Tarragone | 6e       | 58,18 m |
| 2021 | Coupe d'Europe des lancers           | Split     | 6e       | 62,30 m |
| 2023 | Coupe d'Europe des lancers           | Leiria    | 3e       | 62,20 m |

### Records
| Épreuve                     | Performance | Lieu     | Date            |
| --------------------------- | ----------- | -------- | --------------- |
| Lancer du disque            | 65,69 m     | Budapest | 8 juin 2023     |
| Lancer du disque (1,750 kg) | 66,94 m     | Eugene   | 26 juillet 2014 |